# Magyar futrinka
A magyar futrinka (Carabus hungaricus) a rovarok (Insecta) osztályába a bogarak (Coleoptera) rendjébe és a futrinkafélék (Carabidae) családjába tartozó faj. Magyarországon fokozottan védett, pénzben kifejezett természetvédelmi értéke 100 000 Ft. Szerepel továbbá a Natura 2000 Élőhelyvédelmi Irányelvének II. sz. függelékében (22/2008. (IX. 12.) KvVM rendelet).

## Jellemzői
Teljesen fekete, a fej és az előhát igen finoman és sűrűn pontozott, a szárnyfedő finoman és sűrűn szemcsézett, kissé zsírfényű. A szárnyfedőn 3 sor lapos gödör található, egyébként majdnem sima. Az állkapcsi tapogató utolsó íze az utolsó előttinél rövidebb. Hossza 22–28 mm.

## Előfordulása - alfajai
A magyar futrinka a palearktikus régióban honos, ahol az általánosan elfogadott nézet szerint három alfaja fordul elő. Magyarországon a nominotipikus alfaj, régebbi kifejezéssel élve a törzsalak honos. A Carabus hungaricus hungaricus Fabricius, 1792 areájának súlypontja a Kárpát-medence, és a következő országokban élnek populációi: Ausztria, Magyarország, Csehország, Szlovákia, Románia, Szerbia. A Bulgáriában élő populációk feltehetőleg szintén ehhez az alfajhoz tartoznak. A másik két alfaj az ukrán sztyeppektől Kelet-Szibériáig terjedt el. A Volgától nyugatra, Ukrajna déli részén (a Krím félszigeten), valamint a Kaukázusban, illetve annak északi és keleti előterében a Carabus hungaricus mingens Quensel, 1806 honos. A Carabus hungaricus cribellatus Adams, 1812 elterjedési területe a Volgától keletre Kelet-Szibériáig húzódik,
Némileg eltérő álláspontot tükröz a 2003-ban megjelent “Carabus-monográfia”, amelyben a cribellatus önálló fajként szerepel. A Kárpát-medencéből a nominotipikus alfajon kívül további két taxont írtak le, melyek alfaji rangját a szerzők egy része nem fogadja el. A Carabus hungaricus viennensis Kraatz, 1877 a Bécsi- és a Morva-medencében (Ausztria, Csehország) fordul elő, a leírás szerint kisebb a törzsalaknál és a szárnyfedő gödrei "simábbak”, míg a Carabus hungaricus frivaldskyanus Breuning, 1932 a Bánságban (Románia, Szerbia) él, melynek szárnyfedőjén a mintázat általában erőteljesebb. Megjegyzendő azonban, hogy az utóbbi alfajba sorolt példányok között jelentős számban találni olyan egyedeket, melyek inkább a törzsalakhoz hasonlítanak. Egyébként maga Breuning a frivaldskyanus leírásakor nem alfajról, hanem a Kárpát-medence déli homokterületein előforduló változatról beszél, és ugyanígy változatnak, vagyis alfaj alatti kategóriának tartja a viennensist is.

## A magyar futrinka mint faj tudományos leírása
A magyar futrinkát Johann Christian Fabricius (1745–1808) dán entomológus, Linné kortársa írta le 1792-ben. Gyűjteményének jelentős részét a németországi Kiel állattani múzeumában őrzik, de típuspéldányai többek között Londonban, Oxfordban és Párizsban is megtalálhatók. A leírás szövege: „Hungaricus. 18 C. apterus ater elytris laevissimis punctis triplici serie concoloribus. Habitat in Hungaria Dom. Smidt. Statura omnino C. convexi at duplo fere major. Corpus totum atrum nullo modo margine cyaneo punctisque triplice serie.” Az eredeti latin szövegből kiderül, hogy a leírásra kerülő bogár nem Fabricius gyűjtésének eredménye, hanem egy bizonyos Smidt úrtól származik. A leírás morfológiai részében Fabricius a magyar futrinkát a selymes futrinkához (Carabus convexus) hasonlítja, de az előbbi kétszer akkora. A sima szárnyfedőjű, szárnyatlan magyar futrinka teljesen fekete, kékes szegélyt nem visel, szárnyfedőin három gödörsor fut végig. A lelőhelyként megadott szűkszavú „Hungaria” kifejezés nem teszi teljes mértékben egyértelművé a származási helyet, de feltehető, hogy a példányok Magyarországról és nem Ausztriából, vagy Erdélyből származnak, hiszen akkor Fabricius inkább a „viennensis” vagy „transsylvanicus” nevet adta volna. Igen valószínű ezen kívül, hogy a „Hungaria” lelőhely a Budai-hegységre vonatkozik, mely a XVIII. század végén felkapott gyűjtőhelynek számított. E helyen külföldiek is szívesen megfordultak, mint például a drezdai születésű, szász természettudós, Hoffmansegg gróf 1793 és 1794 között.

## Életmódja
A magyar futrinka a többi hazai futrinkafajhoz hasonlóan éjszaka aktív, de a nyár végi és őszi napsütéses időszakban nappal is mozog. Párzása és peterakása nyár végén, ősz elején zajlik, ekkor figyelhető meg a faj a legnagyobb egyedszámban. A lárvák néhány héttel később jelennek meg, első ízben október végén. Ekkor mintegy 1 cm-es hosszúságú lárvák kelnek ki, melyek enyhe időjárás esetén novemberben is aktívak maradtak. A populáció zöme a talajban, lárva vagy imágó formájában vészeli át a telet. Áprilisban és májusban kizárólag az áttelelt imágók és az L3 stádiumú lárvák figyelhetők meg. A teljes átalakulás során a frissen kikelt puha egyedek júniusban bújnak elő a bábból, de a talaj felszínére a kiszíneződött, kemény kültakarójú bogarak csak augusztus vége felé jönnek ki..

## Veszélyeztetettsége
A magyar futrinka elterjedési területének jelentős részén potenciálisan veszélyeztetett (IUCN EN: Endangered), egyes országokban (Ausztria, 2004; Moldova,) a kipusztulás szélén áll, ezért súlyosan veszélyeztetett (IUCN: CR Criticaly Endangered). A Csehország és a Szlovákia területén található populációk lokálisak.
A magyar futrinka Magyarországon potenciálisan veszélyeztetett (IUCN: Vulnerable), és bizonyos, hogy élőhelyeinek további fragmentációja a populációk fogyatkozásához vezethet, különösen a budapesti agglomerációban és az alföldi-kisalföldi települések közelében. Így például veszélyeztető tényező Budaörsön a hegyoldalak beépítése, Győr és Komárom térségében az ipartelepek fejlesztése, Ócsán az inert szemétlerakó kialakítása, vagy Nyírbéltek közelében a homoki élőhelyek beszántása.
A magyar futrinka élőhelyét fenyegető általános tényezők: intenzív taposás, az túlzott főleg birkával történő legeltetés, a legális és illegális szemétlerakás, az iparterületek és úthálózatok fejlesztése, a homok és murva bányászata, a technikai sportok (terepmotorozás, kvadozás), az akáccal, nemesnyárral, feketefenyővel történő beerdősítés, a spontán erdősülés. A dolomit sziklagyepben és lejtősztyeppben élő populációk sokkal kisebb egyedszámúak, és így feltehetőleg sokkal sérülékenyebbek. Ennek oka abban rejlik, hogy az utóbbi ötven évben a természet ezeken az  élőhelyeken jelentős átalakuláson (erdősítés, erdősülés, taposás, szemétlerakás) ment át, mely kedvezőtlenül hatott a magyar futrinka élőhelyére.
A magyar futrinkának a nyílt és zárt homokpusztagyepekben jelentős populációi találhatók, de gyomos és felhagyott mezőgazdasági területekről is előkerült egy-egy példánya. A gyomos (és korábban művelt) területen való előfordulás arra enged következtetni, hogy a faj erős, nagy egyedszámú populációiból képesek példányok elvándorolni, és kedvező körülmények esetén ott megtelepedni, illetve az élőhelyét teljesen tönkre nem tévő bolygatást, illetve annak jelentős leromlását is képes átvészelni.